# Disciplina

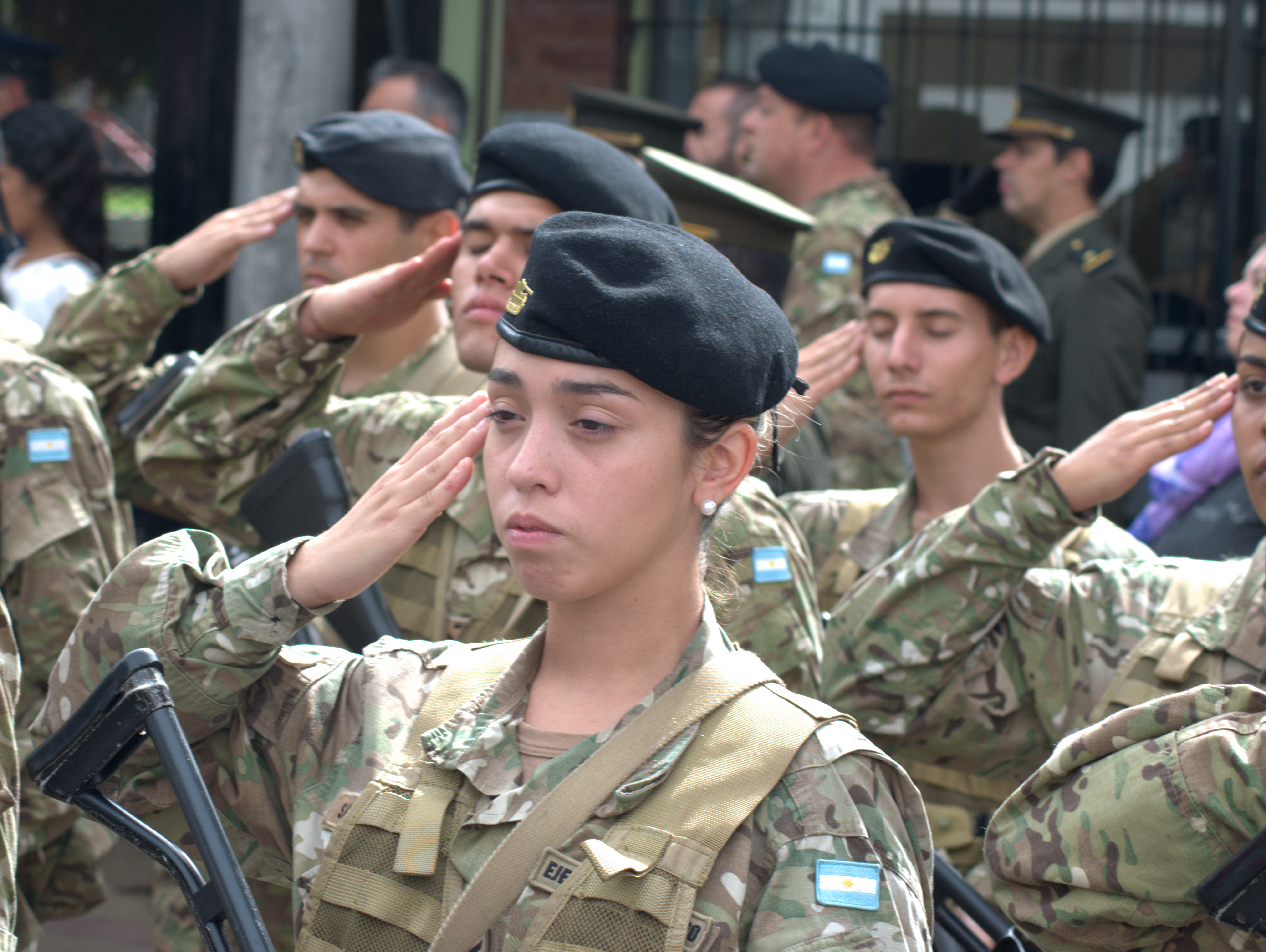

La disciplina es la observancia de las reglas de conducta y funcionamiento interno establecidas jerárquicamente por una organización para sus miembros, así como la sanción de las inobservancias. Presupone que los órganos competentes de dicha organización poseen una autoridad, que les permite establecer las normas, investigar las infracciones y sancionarlas en caso de corresponder, y que los miembros de la misma tienen el deber de obedecer. Las normas que establecen las reglas de conducta, las sanciones y el procedimiento sancionatorio integran el derecho disciplinario. conociendo la importancia que tiene la disciplina, no solo en el ámbito militar, si no como persona y empresarial. 
Algunas organizaciones típicas en las que la disciplina y el derecho disciplinario interno resultan importantes son las empresas y demás organizaciones laborales, los establecimientos escolares, las fuerzas armadas y policiales, las reparticiones del Estado, los partidos políticos, los sindicatos, las cárceles, las iglesias, etc. El derecho disciplinario tiene similitudes con el derecho penal, en materia de garantías (debido proceso, tipicidad, culpabilidad, proporcionalidad de la sanción), pero se diferencia de este en que no tiene como fin proteger a la sociedad por parte del Estado, sino garantizar la coordinación cooperativa de las personas en una organización jerárquica. La disciplina infantil en el ámbito familiar, regida por la patria potestad, tiene algunos aspectos en común con los regímenes disciplinarios de las organizaciones.

## Características

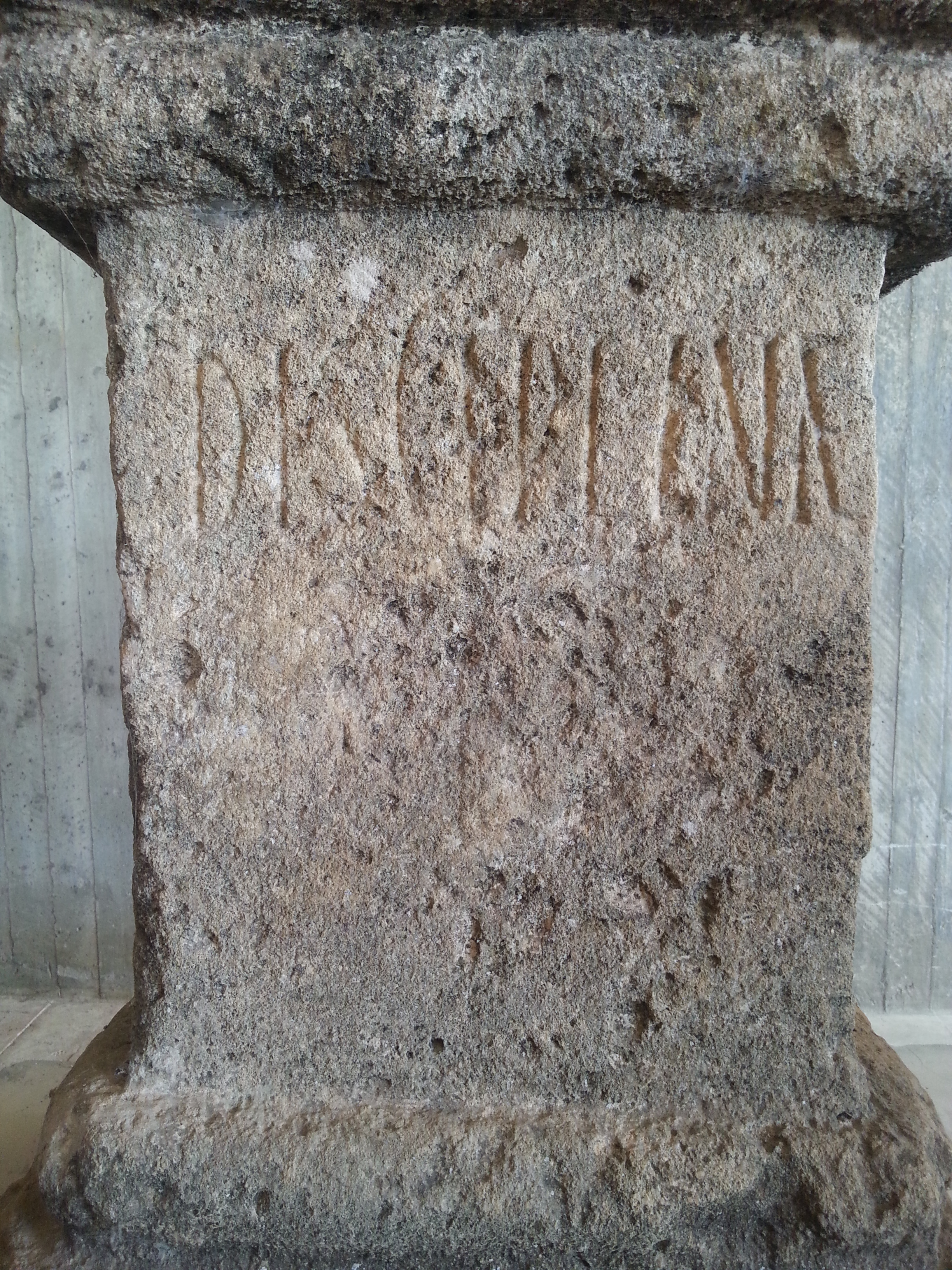
Altar romano con la palabra disciplina.

La disciplina significa instruir a una persona o animal a tener un determinado código de conducta u orden. En el campo del desarrollo del niño, la disciplina se refiere a los métodos de formación del carácter y de la enseñanza de autocontrol y de un comportamiento aceptable, por ejemplo, enseñar a un niño a lavarse sus manos antes de las comidas. Aquí, lavarse las manos antes de las comidas es un patrón particular de comportamiento, y el niño está siendo disciplinado para adoptar ese patrón. Para la disciplina también da lugar a la palabra disciplinador, lo que denota una persona que impone orden.
Sin embargo, por lo general el término «disciplina» tiene una connotación negativa. Esto se debe a la necesidad de mantener el orden —es decir, que las instrucciones de garantizarlo se lleven a cabo—. El orden es a menudo regulado a través del castigo.
Ser disciplinado es entonces, sujeto al contexto, ya sea una virtud (la capacidad de seguir instrucciones en forma correcta) o un eufemismo para el castigo (que también puede ser denominado como «procedimiento disciplinario»). Como sustantivo concreto, la disciplina se refiere a un instrumento de castigo, por ejemplo, en la mortificación de la carne (véase también: flagelación). Este instrumento también se puede aplicar a uno mismo, por ejemplo, en penitencia por no ser lo suficientemente disciplinados.
Una disciplina académica se refiere a un cuerpo de conocimiento que se está dando a —o ha recibido— un discípulo. Entonces, el término puede denotar una «esfera de los conocimientos» en la cual la persona decidió especializarse. En un instituto de enseñanza superior, el término disciplina es a menudo sinónimo de facultad.

## Ámbitos

### Disciplina militar
La disciplina militar es el cumplimiento de las normas de conducta del personal de las fuerzas armadas, con el fin de garantizar la obediencia, la coordinación, el entrenamiento y la eficacia en el cumplimientos de sus objetivos.
Históricamente se ha confundido la disciplina militar, con el derecho penal militar. Si bien existen elementos comunes entre ambos (debido proceso, tipicidad, culpabilidad, proporcionalidad de la sanción), el derecho penal tiene como fin proteger a la sociedad por parte del Estado, mientras que la disciplina tiene como fin garantizar la coordinación cooperativa de las personas en una organización jerárquica, pública o privada:

La prohibición legal de la conducta delictiva tiene por fin la defensa de la sociedad, mientras que las faltas disciplinarias buscan proteger el desempeño del servidor público, con miras al cumplimiento de la función pública. [...] Las sanciones penales se dirigen, de manera general, a la privación de la libertad física y a la reinserción del delincuente a la vida social, al paso que las sanciones disciplinarias tienen que ver con el servicio, con llamadas de atención, suspensiones o separación del servicio; lo que impone al acto sancionatorio un carácter independiente, de donde surge el aceptado principio de que la sanción disciplinaria se impone sin perjuicio de los efectos penales que puedan deducirse de los hechos que la originaron.

De allí que resulte importante distinguir claramente, en los instrumentos legales, las normas penales militares, de las normas disciplinarias, separando los delitos -que corresponde al derecho penal-, de las faltas -que corresponden al régimen disciplinario.
Las reglas de disciplina son más firmes o más laxas en función de la cultura dominante de los militares del país o la institución. Tradicionalmente las normas disciplinarias y las normas penales relacionadas con la actividad militar, han estado juntas en un mismo cuerpo legal, muchas veces denominado código de justicia militar, o equivalente. Más recientemente varios países han optado por separar los delitos y penas relacionados con la actividad militar, de las normas disciplinarias para la milicia establecidas en reglamentos, con sus correspondientes faltas y sanciones.
En general los reglamentos disciplinarios distinguen entre faltas leves, graves y muy graves o gravísimas. Las sanciones disciplinarias están taxativamente establecidas en los reglamentos de disciplina de cada país, incluyendo siempre el apercibimiento, el arresto y la destitución. Algunos países incluyen también la degradación como sanción disciplinaria para casos graves, aunque por ser considerada una pena infamante y violatoria por lo tanto de los derechos humanos, otros países han excluido esta sanción tanto del régimen penal, como disciplinario. Otras sanciones presentes en algunos reglamentos son privación de salida, multa, pérdida de la facultad de elegir destino, y suspensión.
La potestad disciplinaria corresponde siempre a la autoridad militar establecida en la ley. En los casos en que una misma conducta pudiera ser considerado un delito penal y un acto de indisciplina a la vez, algunos países establecen tribunales militares para juzgar ambas infracciones y establecer las penas y sanciones, mientras que otros países separan ambas jurisdicciones.

### La disciplina escolar
La disciplina escolar se refiere a la regulación de los niños y el mantenimiento del orden en las escuelas. Estas normas pueden, por ejemplo: definir los estándares esperados de la ropa, la hora normal, el comportamiento social, las tareas, pruebas y la ética de trabajo. El término también puede referirse a las sanciones que son las consecuencias de violar el código de conducta o para la administración de dicha pena, en lugar de comportarse dentro de las reglas de la escuela.

### La disciplina en el mundo del trabajo
El trabajo humano requiere de disciplina en el cumplimiento de las reglas de conducta y funcionamiento, habitualmente establecidas y controladas de manera jerárquica, dentro de una organización productiva, con un sistema de sanciones en caso de incumplimiento. La disciplina laboral alcanza no solo a los trabajadores subordinados, sino también a los jefes e incluso los propietarios.
Tradicionalmente la disciplina laboral constituía una facultad arbitraria y unilateral del empleador o empresario, siendo las sanciones habituales el despido y la suspensión del trabajador. El Derecho del Trabajo limitó las facultades disciplinarias del empleador, exigiendo razonabilidad y proporcionalidad en las mismas, así como respeto al derecho de defensa. Más recientemente el derecho laboral se ha extendido también al personal jerárquico y a los propietarios de empresas privadas, con el fin de garantizar que las relaciones laborales están libres de discriminación y violencias, como ha sucedido con la preocupación generalizada para eliminar la violencia de género en el trabajo.

### Autodisciplina
La autodisciplina se refiere a la capacidad de la persona para llevar a cabo una determinada tarea o para adoptar un determinado comportamiento, incluso si esa persona preferiría estar haciendo otra cosa. Por ejemplo, esforzarse por (y lograr) sustituir un hábito perjudicial (para esa persona o para los demás) por cualquier actividad (placentera o no) que contribuya a la mejora de su calidad de vida (o la de los demás) es una muestra de autodisciplina.
La autodisciplina es, en cierta medida, un sustituto de la motivación, cuando  utiliza la razón para determinar el mejor curso de acción que se opone a los deseos de uno.
Sin embargo, la autodisciplina puede originar dos tipos de comportamientos:
- Comportamiento virtuoso: las motivaciones están alineadas con los objetivos: hacer lo que uno sabe que es mejor y hacerlo con mucho gusto.
- Comportamiento contingente, por el contrario, es cuando uno hace lo que sabe que es lo mejor, pero debe hacerlo oponiéndose a las motivaciones propias.[13]

Trasladarse de un comportamiento contingente a un comportamiento virtuoso requiere un entrenamiento y algo de autodisciplina.